# Faro de las islas Sisargas
El faro de las islas Sisargas es un faro situado frente al cabo de San Adrián, en Sisarga Grande, la más grande de las islas Sisargas, pertenecientes a Malpica de Bergantiños, en la provincia de La Coruña, Galicia, España. Está gestionado por la autoridad portuaria de La Coruña.

## Historia
El primer faro que hubo en la zona se encendió el 29 de julio de 1853, pero entre 1911 y 1915 se construyó el faro actual con una linterna marítima de 3,5 metros. El acceso se realiza por barco desde el puerto de Malpica de Bergantiños, atracando en un muelle de la isla y andando unos dos kilómetros por un camino.